# Stanko Sabljić
Stanko Sabljić (* 28. Januar 1988 in Mostar) ist ein kroatischer Handballspieler.

## Karriere
Stanko Sabljić spielte bis 2007 beim bosnisch-herzegowinischen Verein HRK Izviđač Ljubuški, dann ein Jahr bei RK Sloga Doboj und in der Saison 2008/09 bei RK Bosna Sarajevo, mit dem er die Meisterschaft und den Pokal gewann. Anschließend wechselte der 2,02 Meter große Kreisläufer nach Kroatien zum RK Metković, kehrte aber bereits nach einer Saison nach Bosnien und Herzegowina zurück, wo er dann für RK Borac Banja Luka auflief. Ab 2012 stand Sabljić beim deutschen Klub Bergischer HC unter Vertrag, mit dem er 2013 in die 1. Liga aufstieg. Nachdem sein auslaufender Vertrag beim BHC nach der Saison 2013/14 nicht verlängert wurde, schloss er sich im September 2014 dem Erstligaaufsteiger HC Erlangen an. Ein Jahr später unterschrieb er einen Vertrag bei RK Zagreb. Mit Zagreb gewann er 2016 die kroatische Meisterschaft sowie den kroatischen Pokal. Anschließend war er vertragslos. Nachdem Sabljić eine Schulterverletzung überstand, schloss er sich im Februar 2018 dem deutschen Zweitligisten ASV Hamm-Westfalen an, den er nach der Saison 2017/18 wieder verließ. Im Oktober 2018 schloss er sich dem VfL Eintracht Hagen an. Nachdem sein Vertrag am 31. Dezember 2018 endete, war Sabljić vertragslos. Im Februar 2019 nahm ihn der deutsche Drittligist SG Schalksmühle-Halver unter Vertrag. Zur Saison 2019/20 wechselte er zum Wilhelmshavener HV. Nachdem Sabljić nach der Saison 2020/21 Wilhelmshaven verlassen hatte, schloss er sich im November 2021 dem Verein interaktiv.Handball Ratingen an, der in der Regionalliga-Nordrhein antritt. Zur Saison 2022/23 übernahm er zusätzlich das Traineramt der zweiten Mannschaft.